# Embolemus latus
Embolemus latus (лат.) — вид хризидоидных ос рода Embolemus из семейства Embolemidae. Эндемики Бразилии (Сан-Пауло и Espı´rito Santo, Южная Америка). Мелкие паразитоиды (длина тела 2,5 мм, длина переднего крыла — 2,5 мм). Основная окраска желтовато-коричневая. Голова, жгутик усика и метасома красновато-коричневые, скапус, педицель, клипеус, жвалы и ноги каштановые, щупальцы желтоватые, мезоплеврон с мелкими чёрными пятнами ниже тегул. Эдеагус самцов выше парамер. От близких видов отличаются петиолем более длинным, чем задние вертлуги, тонким воротничком переднеспинки, прижатым к скутуму.